# Letteguives
Letteguives är en kommun i departementet Eure i regionen Normandie i norra Frankrike. Kommunen ligger i kantonen Fleury-sur-Andelle som tillhör arrondissementet Les Andelys. År 2022 hade Letteguives 208 invånare.

## Befolkningsutveckling
Antalet invånare i kommunen Letteguives
Referens:INSEE